# Le Bureau des plaintes
Le Bureau des plaintes était une émission bimensuelle présentée par Jean-Luc Lemoine sur France 2 un mardi sur deux en deuxième partie de soirée, en 2010 et 2011.

## Caractéristiques de l'émission
L'émission a d'abord été diffusée le mercredi avant de passer au mardi en janvier 2011.
Le but de cette émission est de traiter avec humour les plaintes des téléspectateurs, des chroniqueurs et des invités.
Jean-Luc Lemoine est entouré d'une équipe de chroniqueurs initialement composée de Lio, Bernard Montiel et Claudia Tagbo avant que cette dernière ne soit remplacée par Jean-François Kervéan. Enora Malagré rejoindra également l'émission en 2011. Les plaintes de ces chroniqueurs sont des sujets d'actualité ou de société et concernent les invités de l'émission. 
Madame Perez (jouée par Catherine Benguigui) intervient régulièrement pour rendre compte des (fausses) remarques des internautes.
L'émission comporte plusieurs séquences récurrentes : "L'instant bourré", une séquence vidéo ralentie donnant l'impression que les personnages sont ivres, les "Plaintes Télé" où les émissions des semaines précédentes sont moquées par Jean-Luc Lemoine, le "Coup de gueule" de Daniel Morin et "La ménagère de moins de 50 ans" (Mme Crouton jouée par l'actrice Marie-Julie Baup).
Pour sa première, le 15 septembre 2010, l'émission est regardée par 1.1 million de téléspectateurs. Ses premières audiences difficiles ont menacé sa reconduction fin 2010,, la dernière émission a été diffusée le 22 mars 2011.